# 雷克兰维尔
雷克兰维尔（法語：Réclainville，法語發音：[ʁeklɛ̃vil]）是法国厄尔-卢瓦省的一个市镇，属于沙特尔区。

## 地理
雷克兰维尔（48°20'21"N, 1°44'49"E）面积9.8 平方千米，位于法国中央-卢瓦尔河谷大区厄尔-卢瓦省，该省份为法国北部内陆省份，北起顺时针与厄尔省、伊夫林省、埃松省、卢瓦雷省、卢瓦-谢尔省、萨尔特省和奧恩省接壤。
与雷克兰维尔接壤的市镇（或旧市镇、城区）包括：布瓦维尔拉圣佩尔、瓦维尔、卢维尔拉舍纳尔、穆捷。

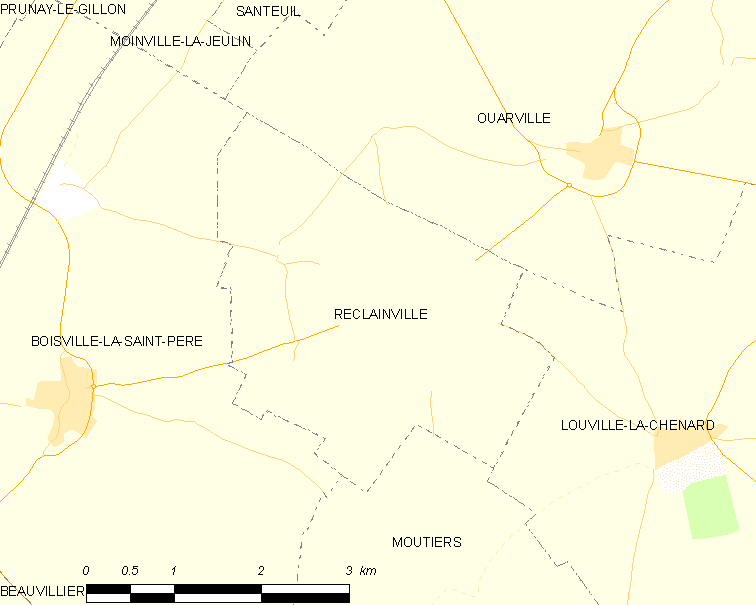
雷克兰维尔的OSM定位图

雷克兰维尔的时区为UTC+01:00、UTC+02:00（夏令时）。

## 行政
雷克兰维尔的邮政编码为28150，INSEE市镇编码为28313。

## 政治
雷克兰维尔所属的省级选区为莱维拉日沃韦安县。

## 人口

1962-2008年间雷克兰维尔人口变化图示

雷克兰维尔于2022年1月1日时的人口数量为203人。